# Цолнарі
Цолнарі (словен. Colnarji) — поселення в общині Костел, регіон Південно-Східна Словенія, Словенія. Висота над рівнем моря: 462,3 м.